# EESL Vtoraja Liga 2022
La EESL Pervaja Liga 2022 è la 3ª edizione del campionato di terzo livello di football americano gestito dalla EESL (giocato a 9 giocatori).

## Squadre partecipanti
| Club                                 | Città           | Stadio | Sponsor ufficiale | Risultato nella stagione 2021 |
| ------------------------------------ | --------------- | ------ | ----------------- | ----------------------------- |
| Cyborgs Moscow                       | Mosca           |        |                   |                               |
| Krasnodar Bisons                     | Krasnodar       |        |                   |                               |
| Moscow Capital Sharks                | Mosca           |        |                   |                               |
| Moscow Spartans 2                    | Mosca           |        |                   |                               |
| Nizhnij Novgorod Apache              | Nižnij Novgorod |        |                   |                               |
| Novosibirsk Iron Wings               | Novosibirsk     |        |                   |                               |
| Orel Eagles                          | Orël            |        |                   |                               |
| Penza Phoenixes                      | Penza           |        |                   |                               |
| Rhinos Cherepovets                   | Čerepovec       |        |                   |                               |
| Samara Bears                         | Samara          |        |                   |                               |
| Samara Stormbringers                 | Samara          |        |                   |                               |
| Sankt Petersburg MČS University Team | San Pietroburgo |        |                   |                               |
| Saratov Aviators                     | Saratov         |        |                   |                               |
| Sechenov Phoenix 2                   | Mosca           |        |                   |                               |
| Stavropol Stones                     | Stavropol'      |        |                   |                               |
| Tomsk Warriors                       | Tomsk           |        |                   |                               |
| Volzhsky Kites                       | Volžskij        |        |                   |                               |

## Stagione regolare

### Calendario

#### 1ª giornata
| Saratov 30 aprile 2022 | Saratov Aviators | 36 – 30 referto | Penza Phoenixes | Stadion Sokol |

| Mosca 30 aprile 2022 | Cyborgs Moscow | 0 – 20 referto | Moscow Capital Sharks | Stadion v Taganskom Parke |

| Mosca 30 aprile 2022 | Sechenov Phoenix 2 | 20 – 56 referto | Sankt Petersburg MČS University Team | Stadion Burevetnik |

| Orël 1º maggio 2022 | Orel Eagles | 8 – 42 referto | Nizhnij Novgorod Apache | SK Marinčenko |

| Nevinnomyssk 1º maggio 2022 | Stavropol Stones | 68 – 14 referto | Volzhsky Kites | Stadion v Parke Pobedy |

#### 2ª giornata
| San Pietroburgo 14 maggio 2022, ore 14:00 MSK | Sankt Petersburg MČS University Team | 6 – 48 referto | Moscow Spartans 2 | Stadion Zvezda |

| Volžskij 14 maggio 2022 | Volzhsky Kites | 0 – 56 referto | Krasnodar Bisons | Stadion im. Loginova |

| Mosca 14 maggio 2022, ore 14:00 MSK | Moscow Capital Sharks | 20 – 6 referto | Orel Eagles | Stadion v Taganskom Parke |

| Penza 14 maggio 2022 | Penza Phoenixes | 0 – 30 referto | Samara Stormbringers | Stadion Spartak |

| Mosca 14 maggio 2022 | Sechenov Phoenix 2 | 18 – 0 referto | Rhinos Cherepovets | Stadion Burevetnik |

| Bor 14 maggio 2022 | Nizhnij Novgorod Apache | 28 – 0 referto | Cyborgs Moscow | Stadion Spartak |

| Saratov 15 maggio 2022, ore 12:00 SAMT (11:00 MSK) | Saratov Aviators | 18 – 2 referto | Samara Bears | Stadion Sokol |

#### 3ª giornata
| Krasnodar 28 maggio 2022 | Krasnodar Bisons | 20 – 16 referto | Stavropol Stones | USC Pokrovskije ozera |

| Orël 28 maggio 2022 | Orel Eagles | 22 – 0 referto | Cyborgs Moscow | SŠ Ledovoe Pokolenie |

| Čerepovec 28 maggio 2022, ore 13:00 MSK | Rhinos Cherepovets | 6 – 38 referto | Sankt Petersburg MČS University Team | Stadion Metallurg |

| Mosca 28 maggio 2022, ore 14:00 MSK | Moscow Capital Sharks | 12 – 40 referto | Nizhnij Novgorod Apache | Stadion v Taganskom Parke |

| Samara 28 maggio 2022, ore 17:00 SAMT (16:00 MSK) | Samara Bears | 12 – 62 referto | Penza Phoenixes | SK Lokomotiv |

| Samara 29 maggio 2022, ore 13:00 SAMT (12:00 MSK) | Samara Stormbringers | 38 – 0 referto | Saratov Aviators | SK Lokomotiv |

| Korolëv 29 maggio 2022, ore 14:00 MSK | Moscow Spartans 2 | 18 – 8 referto | Sechenov Phoenix 2 | Stadion Čajka |

#### 4ª giornata
| Krasnodar 11 giugno 2022 | Krasnodar Bisons | 66 – 0 (28-0 16-0 6-0 16-0) referto | Volzhsky Kites | USC Pokrovskije ozera |

| Mosca 11 giugno 2022 | Cyborgs Moscow | 12 – 22 (0-8 0-0 6-8 6-6) referto | Orel Eagles | Stadion v Taganskom Parke |

| Korolëv 11 giugno 2022, ore 15:00 MSK | Moscow Spartans 2 | 40 – 42 (8-0 8-20 8-16 16-6) referto | Rhinos Cherepovets | Stadion Čajka |

| Nižnij Novgorod 11 giugno 2022 | Nizhnij Novgorod Apache | 6 – 8 (0-0 6-8 0-0 0-0) referto | Moscow Capital Sharks | Stadion Trud |

| Samara 12 giugno 2022, ore 17:00 SAMT (16:00 MSK) | Samara Stormbringers | 60 – 6 referto | Samara Bears | SK Lokomotiv |

| San Pietroburgo 12 giugno 2022, ore 19:30 MSK | Sankt Petersburg MČS University Team | 32 – 20 referto | Sechenov Phoenix 2 | Stadion Zvezda |

#### 5ª giornata
| Volžskij 25 giugno 2022 | Volzhsky Kites | 0 – 54 referto | Stavropol Stones | Stadion im. Loginova |

| Mosca 25 giugno 2022 | Cyborgs Moscow | 12 – 60 referto | Nizhnij Novgorod Apache | Stadion v Taganskom Parke |

| Tomsk 25 giugno 2022, ore 17:00 KRAT (13:00 MSK) | Tomsk Warriors | 46 – 44 referto | Novosibirsk Iron Wings | Stadion Politechnik |

| Orël 25 giugno 2022 | Orel Eagles | 22 – 34 referto | Moscow Capital Sharks | SŠ Ledovoe Pokolenie |

| Čerepovec 25 giugno 2022, ore 14:00 MSK | Rhinos Cherepovets | 14 – 36 referto | Sechenov Phoenix 2 | Stadion Metallurg |

| Samara 25 giugno 2022, ore 17:00 SAMT (16:00 MSK) | Samara Stormbringers | 28 – 20 referto | Penza Phoenixes | SK Lokomotiv |

| Mosca 25 giugno 2022, ore 17:00 MSK | Moscow Spartans 2 | 28 – 34 referto | Sankt Petersburg MČS University Team | Stadion v Taganskom Parke |

| Samara 26 giugno 2022, ore 13:00 SAMT (12:00 MSK) | Samara Bears | 28 – 6 (8-0 14-0 6-6 0-0) referto | Saratov Aviators | SK Lokomotiv |

#### 6ª giornata
| Novosibirsk 9 luglio 2018, ore 14:00 KRAT (10:00 MSK) | Novosibirsk Iron Wings | 8 – 20 referto | Tomsk Warriors | Stadion Elektron |

| Saratov 9 luglio 2022, ore 12:00 SAMT (11:00 MSK) | Saratov Aviators | 0 – 44 (0-8 0-14 0-14 0-8) referto | Samara Stormbringers | Stadion Sokol |

| Mosca 9 luglio 2022, ore 14:00 MSK | Moscow Capital Sharks | 44 – 8 (0-0 12-8 12-0 20-0) referto | Cyborgs Moscow | Stadion v Taganskom Parke |

| Čerepovec 9 luglio 2022, ore 17:30 MSK | Rhinos Cherepovets | 16 – 22 (0-0 0-14 0-0 16-8) referto | Moscow Spartans 2 | Stadion Metallurg |

| Penza 10 luglio 2022, ore 14:00 MSK | Penza Phoenixes | 6 – 14 (0-0 6-0 0-8 0-6) referto | Samara Bears | Stadion Pervomajskij |

| Bor 10 luglio 2022 | Nizhnij Novgorod Apache | 26 – 6 (0-0 14-0 12-0 0-6) referto | Orel Eagles | Stadion Spartak |

| Nevinnomyssk 10 luglio 2022 | Stavropol Stones | 16 – 50 (0-22 0-14 8-6 8-8) referto | Krasnodar Bisons | Stadion v Parke Pobedy |

#### 7ª giornata
| Penza 23 luglio 2022 | Penza Phoenixes | 58 – 8 referto | Saratov Aviators | Stadion Pervomajskij |

| San Pietroburgo 23 luglio 2022, ore 15:00 MSK | Sankt Petersburg MČS University Team | 20 – 12 referto | Rhinos Cherepovets | Stadion Zvezda |

| Samara 23 luglio 2022, ore 17:00 SAMT (16:00 MSK) | Samara Bears | 14 – 36 (6-6 2-6 6-18 0-6) referto | Samara Stormbringers | SK Lokomotiv |

| Mosca 24 luglio 2022, ore 18:00 MSK | Sechenov Phoenix 2 | 20 – 28 (6-6 6-16 8-6 0-0) referto | Moscow Spartans 2 | Stadion Burevetnik |

### Classifiche
Le classifiche della regular season sono le seguenti:
- PCT = percentuale di vittorie, G = partite giocate, V = partite vinte,  P = partite perse, PF = punti fatti, PS = punti subiti

#### Girone Centro
| Pos. | Squadra                 | PCT  | G | V | N | P | PF  | PS  |
| ---- | ----------------------- | ---- | - | - | - | - | --- | --- |
| 1    | Nizhnij Novgorod Apache | .833 | 6 | 5 | 0 | 1 | 202 | 46  |
| 2    | Moscow Capital Sharks   | .833 | 6 | 5 | 0 | 1 | 140 | 82  |
| 3    | Orel Eagles             | .333 | 6 | 2 | 0 | 4 | 86  | 136 |
| 4    | Cyborgs Moscow          | .000 | 6 | 0 | 0 | 6 | 32  | 196 |

#### Girone Nord
| Pos. | Squadra                              | PCT  | G | V | N | P | PF  | PS  |
| ---- | ------------------------------------ | ---- | - | - | - | - | --- | --- |
| 1    | Sankt Petersburg MČS University Team | .833 | 6 | 5 | 0 | 1 | 186 | 134 |
| 2    | Moscow Spartans 2                    | .667 | 6 | 4 | 0 | 2 | 184 | 126 |
| 3    | Sechenov Phoenix 2                   | .333 | 6 | 2 | 0 | 4 | 122 | 148 |
| 4    | Rhinos Cherepovets                   | .167 | 6 | 1 | 0 | 5 | 90  | 174 |

#### Girone Sud
| Pos. | Squadra          | PCT   | G | V | N | P | PF  | PS  |
| ---- | ---------------- | ----- | - | - | - | - | --- | --- |
| 1    | Krasnodar Bisons | 1.000 | 4 | 4 | 0 | 0 | 192 | 32  |
| 2    | Stavropol Stones | .500  | 4 | 2 | 0 | 2 | 154 | 84  |
| 3    | Volzhsky Kites   | .000  | 4 | 0 | 0 | 4 | 14  | 244 |

#### Girone Volga
| Pos. | Squadra              | PCT   | G | V | N | P | PF  | PS  |
| ---- | -------------------- | ----- | - | - | - | - | --- | --- |
| 1    | Samara Stormbringers | 1.000 | 6 | 6 | 0 | 0 | 236 | 40  |
| 2    | Penza Phoenixes      | .333  | 6 | 2 | 0 | 4 | 176 | 128 |
| 3    | Samara Bears         | .333  | 6 | 2 | 0 | 4 | 76  | 288 |
| 4    | Saratov Aviators     | .333  | 6 | 2 | 0 | 4 | 68  | 200 |

#### Girone Siberia
| Pos. | Squadra                | PCT   | G | V | N | P | PF | PS |
| ---- | ---------------------- | ----- | - | - | - | - | -- | -- |
| 1    | Tomsk Warriors         | 1.000 | 2 | 2 | 0 | 0 | 66 | 52 |
| 2    | Novosibirsk Iron Wings | .000  | 2 | 0 | 0 | 2 | 52 | 66 |

### Playoff
Il Sankt Petersburg MČS University Team ha rifiutato di giocare in trasferta a Samara, pertanto il suo posto ai playoff è stato preso dai Moscow Spartans 2.

#### Tabellone
|  | Wild Card | Wild Card        | Wild Card |  |  | Semifinali | Semifinali              | Semifinali |  |  | II Finale | II Finale            | II Finale |
|  |           |                  |           |  |  |            |                         |            |  |  |           |                      |           |
|  |           |                  |           |  |  | 1C         | Nizhnij Novgorod Apache | 6          |  |  |           |                      |           |
|  | 1SU       | Krasnodar Bisons | 20        |  |  | 1SU        | Krasnodar Bisons        | 48         |  |  |           |                      |           |
|  | 1SI       | Tomsk Warriors   | 0 d.g.s.  |  |  |            |                         |            |  |  | 1SU       | Krasnodar Bisons     | 16        |
|  |           |                  |           |  |  |            |                         |            |  |  | 1V        | Samara Stormbringers | 22        |
|  |           |                  |           |  |  | 1V         | Samara Stormbringers    | 36         |  |  |           |                      |           |
|  |           |                  |           |  |  | 2N         | Moscow Spartans 2       | 24         |  |  |           |                      |           |

|  | Finale 3º posto |                         |    |  |
|  |                 |                         |    |  |
|  | 1C              | Nizhnij Novgorod Apache | 28 |  |
|  | 2N              | Moscow Spartans 2       | 52 |  |

#### Wild Card
| Krasnodar 24 luglio 2022 | Krasnodar Bisons | 20 – 0 (a tavolino) referto | Tomsk Warriors |  |

#### Semifinali
| Samara 6 agosto 2022, ore 12:00 SAMT (11:00 MSK) | Samara Stormbringers | 36 – 24 (8-6 16-10 0-0 12-8) referto | Moscow Spartans 2 | SK Lokomotiv |

| Samara 6 agosto 2022, ore 17:00 SAMT (16:00 MSK) | Nizhnij Novgorod Apache | 6 – 48 (0-6 6-20 0-0 0-22) referto | Krasnodar Bisons | SK Lokomotiv |

#### Finale 3º - 4º posto
| Samara 7 agosto 2022, ore 11:00 SAMT (10:00 MSK) | Moscow Spartans 2 | 52 – 28 (6-8 16-14 16-6 14-0) referto | Nizhnij Novgorod Apache | SK Lokomotiv |

#### II Finale
| Samara 7 agosto 2022, ore 16:00 SAMT (15:00 MSK) | Samara Stormbringers | 22 – 16 (6-0 0-6 8-10 8-0) referto | Krasnodar Bisons | SK Lokomotiv |

## Verdetti
- Samara Stormbringers Campioni della EESL Vtoraja Liga 2022